# Epilobium torreyi
Epilobium torreyi är en dunörtsväxtart som först beskrevs av Sereno Watson, och fick sitt nu gällande namn av P.C. Hoch och P.H. Raven. Epilobium torreyi ingår i släktet dunörter, och familjen dunörtsväxter. Inga underarter finns listade i Catalogue of Life.